# 번데기스
《번데기스》는 대한민국의 만화이다.

## 개요
'번데기스'는 네이버에서 실행하고 한국만화영상진흥원에서 지원하는 '대한민국 명작만화 리메이크 시리즈' 중 하나이며, 박수동 화백의 작품 '번데기 야구단(1979년작)'을 원작으로 하여 김경호 화백이 2009년 5월 13일부터 2009년 9월 2일까지 네이버 수요 웹툰,토요 웹툰에 연재한 만화이다. 
2009년 9월 2일까지 총 33화가 연재되었고 33화에서 완결되었다. 2009년 8월에 단행본이 출시되었다.

## 줄거리
'번데기스'의 시작은 그와 동시에 '번데기 야구단'의 결말이기도 하며, 리틀야구로 아시아를 제패했던 번데기 야구단이 선수들의 학업 문제로 해체되는 장면부터다. 
그 후 30년이 지난 2009년,번데기 야구단의 감독이었던 복할배가 프로야구단 꼬물꼬물스의 배신으로 인한 정신적 충격으로 사망한다. 
꼬물꼬물스는 문화시설 불모지인 번데기시에서 생겨난 프로야구단이었기에 번데기시 주민들은 꼬물꼬물스의 야구경기만을 시름을 달랠 벗으로 삼아 꼬물꼬물스가 10년 넘게 하위권에 머무름에도 불구하고 항상 변함없는 사랑과 응원을 주었으나, 꼬물꼬물스는 한국시리즈에서 첫 우승하자마자 번데기시를 배신하고 서울로 연고지를 옮겨버렸기에 복할배가 충격을 받은 것이다. 

이에 복할배의 손녀 미시복은 꼬물꼬물스에게 미련을 접고 그 자리를 대신할 프로야구단을 세우기 위해 옛날 번데기 야구단의 선수들을 불러 모은 후 복할배의 유언이라고 속이고 야구단을 재결합한다.
그러나 선수들은 이제 40대 아저씨,아줌마들이 되었으며, 30년이나 야구를 안 한 탓에 스트레칭만 하고도 뻗어 버리는 극악의 체력을 갖고 있을 뿐만 아니라 옛날의 실력이 다 녹슬어 버려 무려 1이닝 21실점을 하는 형편없는 실력이 되었다.
그러나 번데기스 선수들은 미시복이 계획한 남이섬에서의 지옥훈련,주장 겸 투수인 뻔이 꿈에서 만난 남이 장군의 도움,남이섬에서 만난 야구 천재 혼혈인 조단을 투수로 확보하는 등 점점 사기가 올라 단번에 사회인야구 1부 리그를 제패하는 실력을 뽐낸다. 하지만 전원이 선수 출신이라 사회인 야구를 참가할 수 없어 바로 프로야구에 진출해야 하지만 KBO 가입에 필요한 거금을 준비할 수 없어 무산되려던 차에 한국 최초의 시민 프로야구단이라는 데 전국민의 관심이 모아져 국민 여론으로 1시즌을 공짜 참여하게 되었다. 

그 후 번데기스는 4위로 준플레이오프에 진출하였고 심지어 대망의 한국시리즈까지 진출했으나 최강의 야구단이며 이현세 화백의 만화 공포의 외인구단을 패러디한 서부 카우보이스(일명 '공포스러운 연봉의 외인구단)를 맞아 양쪽이 3승씩을 주고받으며 3:3으로 팽팽히 맞서던 도중 7차전에서 9회말의 난타전 끝에 32대 31로 경기는 결국 패배하고 우승을 못했다. 그러나 선수들은 준우승으로 만족했으며 '번데기 리틀 야구단'이 창단되어 마무리 투수 뻔이 실직자를 면하고 1루수 장대와 감독 미시복은 결혼을 하는 등 좋은 일들이 생겨난다. 1시즌만 공짜 참여한다는 조건에 번데기스는 결국 해체되고 선수들은 모두 일상으로 돌아가게 되었으며 만화의 완결은 '번데기 야구단'의 결말처럼 번데기스의 선수들이 모두 나와 "감독님 만세!번데기스 만세!"를 외치며 감독 미시복을 헹가레해주는 장면으로 끝난다.

## 등장 인물
미시복
번데기스의 감독이자 복할배의 손녀.번데기 야구단을 번데기스로 재결합시킨 장본인.
자신의 목표를 위해 복할배의 유언을 사칭하거나,선수들을 단련시키기 위해 보물찾기를 시켜 못 찾으면 밥을 굶기는 것은 예사이고 땅볼수비 훈련을 무려 1000개씩 시키거나 번지점프대에서 밀어버리는 등의 괴팍한 방법도 서슴지 않는다. 자식이 셋이나 있는 중년 여자답지 않게 아름다운 얼굴이다. 후에 1루수 장대와 재혼한다.
뻔
번데기스의 주장이자 마무리 투수이자 실직자. '무적의 마무리'라 불리지만 마운드에서 졸다 피처보크를 저지르는 등의 황당한 실수를 저지르기도 한다.
과거에 사채업자들에게 돈을 빌렸다가 갚지 못해 도망을 쳤다가 실직자에 노숙자가 되었다. 이후 사채업자들에게 딸 진하를 인질로 잡혔다가 선수들의 도움으로 딸을 되찾는다. 실직자 시절의 알콜중독으로 인한 체력 저하로 1이닝 이상 던지면 어깨뼈가 나가는 바람에 마무리를 맡았다. 한국시리즈 6차전에서 조단의 부상으로 무리하게 5이닝을 던지다가 어깨뼈가 나가 7차전에서 공을 반대손으로 던지는 스위치피처가 되고도 환상적인 투구를 선보인다. 7차전 9회말 2아웃 1루,32대 31로 1점 뒤진 상황에서 오혜성과 맞붙어 안타를 때리지만 1루에 있던 삼인분이 무리해서 홈까지 달리다가 다리를 다쳐 태그아웃되는 바람에 아쉽게 우승을 못했다. 후에 번데기 리틀 야구단의 감독이 된다.
도날드 조단
번데기스의 투수. 아버지는 미국인,어머니는 한국인이다. 생김새는 아버지를 닮았지만 한국에서 자란 한국인으로 충청도 사투리를 사용한다. 마이클 조단이 모델.
주한미군으로 알려진 아버지를 찾으려고 농구를 했으나 너무 못해서 퇴출 위기에 놓였을 때 결정적인 실책을 저지르고 퇴출되어 자살하려고 물에 뛰어들었다가 번데기스 선수들에게 구조된다. 실책과 동시에 입은 얼굴 부상으로 못생겨졌다고 말하지만 그때와 지금은 거의 차이가 없다. 투수가 둘밖에 없어 지금까지 전 경기를 혼자 던지다시피 하다가 과로로 슬럼프를 겪던 도중 기습번트에 발목을 다쳐 한국시리즈 7차전에서 등판하지 못한다.
장대
번데기스의 1루수이자 화훼 장식 기능사. 복할배의 장례식장에서 첫눈에 반해 미시복을 좋아하지만 고백을 못해 미시복 생각만 하다가 49타수 무안타에 각종 수비 실책을 저질러 팬들의 비난을 받았다. 그 때문에 자살하려까지 했지만 치배의 충고로 마음을 돌리고 50타수째에 플레이오프 5차전에서 대타 역전 만루 홈런을 날린다. 그 직후 미시복에게 고백을 했지만 미시복이 아들이 셋이란 걸 알고 절망... 그러나 결국엔 미시복과 결혼한다.
물꽁
번데기스의 2루수이자 초등학교 선생님. 유격수 메뚜기와 호수비콤비를 잘 이룬다. 하지만 한국시리즈 2차전에서 야구 역사에 길이 남을 황당한 수비 실책을 저질러 패배를 내준다. 10년에 한번 나올까 한다는 그 실책은 거의 다 잡은 내야 뜬공이 야구장갑에 잘못 맞고 튕겨나가 내야안타가 되는 것이었다.
먹물
번데기스의 3루수이자 택시 운전수. 눈에 검은 띠를 하고 있다. 손님들에게 무시당하는 자신의 직업을 싫어한다. 머리에 타박상을 입고 머리 아플때 먹는 약은 맞다며 두통약을 먹는 황당한 일을 벌인다. 한국시리즈 7차전에서 튀어오르는 땅볼을 얼굴에 맞아 피가 나는데도 공을 1루로 던지는 감동적인 수비를 한다.
메뚜기
번데기스의 유격수이자 분식집 주인. 2루수 물꽁과 호수비콤비를 잘 이룬다. 눈썹이 아주 두꺼워서 고무테이프와 착각하기도 한다. 땅볼을 잡았을 때 2루로 던지면 더블플레이를 유도해낼 수 있는 것을 자신이 직접 둘 다 잡으려다 결국 모두 세이프를 허용하거나, 번데기시 시장이 시구로 던진 것을 타격해서 홈런을 치는 등 웃긴 에피소드들을 보아 잘난척이 심한 것으로 여겨진다.
꽁치
번데기스의 좌익수이자 마도로스. 고분다리 여자상업고와의 시합에서 벌어진 1이닝 21실점의 주인공.
코가 엄청나게 크며, 늘 모자를 푹 눌러쓰고 입에는 파이프를 물고 있다. 플레이오프 5차전에서 다이빙캐치를 하며 공을 맨손으로 잡아내는 호수비를 보인다.
삼인분
번데기스의 중견수이자 세탁소 주인. 덩치가 크고 힘이 세다. 자신의 역전 3점 홈런이 김말동 심판 때문에 파울 선언되거나, 포수가 공을 대지도 않았는데 무슨 태그아웃이냐며 반항하다 퇴장당하는 등 김말동 심판과 안 좋은 추억이 많다. 27화에서 갑자기 머리가 길어졌는데 알고보니 가발이었다. 한국시리즈 7차전에서 뻔의 안타 때 무리해서 홈까지 들어오다가 근육파열로 다리를 다쳐 홈까지 기어갔지만 결국 태그아웃되고 경기는 끝났다.
버들피리
번데기스의 우익수이자 건물주. 긴장을 잘 해서 타석에서 배가 아픈 경우가 있다.
그래서 안타를 치고도 1루로 가는 게 아니라 화장실로 달려가는 바람에 태그아웃된 경험이 있다. 세입자들이 늘 자신을 피해 다녀 왕따당한다고 생각한다.
왈가닥
번데기스의 포수이자 동화 작가. 번데기스에서 유일하게 여자이다. 고분다리여고와의 경기중 아이들을 보기로 한 남편에게 약속이 생기자 아이들을 보기 위해 조퇴하는 바람에 미시복이 포수를 맡은 적이 있다. 여고생과의 경기라는 말에 마구 좋아하거나 지들끼리 싸우다가 상대팀에게 도루를 허용하는 동료들을 아주 못마땅하게 생각한다. '번데기 야구단'과 '번데기스'의 결말인 헹가레 장면에서 항상 울다가 헹가레를 못한다.
마이크
비공식 경기 해설가이자 홈쇼핑 쇼호스트이자 번데기스의 대타 및 대수비. 젊었을 때 연예인이 되고 싶어해서 개그맨 시험을 봤으나 친구인 변봉이 마이크를 배신하고 마이크의 아이디어를 훔쳐 쓰는 바람에 마이크는 떨어지고 변봉만 합격한 적이 있어, 연예인들을 보면 질투한다. 평소에는 덜렁대고 다혈질이지만 가끔 역전 3점 홈런을 쏘아 올리거나, 계속 실책을 저지르는 장대 대신 1루수로 출장해 호수비를 선보이는 등 믿음직한 면도 보인다.
치배
번데기스의 매니저이자 고분다리여자상업고 소프트볼부 투수. 뻔의 딸 진하와 어딘가 모르게 닮았다. 자살하려는 장대에게 따끔한 충고로 마음을 돌리게 하는 공을 세운다. 그 때 나온 치배의 명대사는 "알았어요,그럼 죽으세요. 대신 명예회복 한 뒤 죽으세요.알겠어요?"였다.
박지마
번데기스의 구단주.번데기스의 홈 구장인 '찬호팍'의 건설비용의 반을 담당한 암표상 박찬호의 아들.
복할배
번데기스가 아닌 '번데기 야구단'이었을 때의 감독.꼬물꼬물스의 배신으로 정신충격을 받아 심장마비 사망했다.
박찬호
메이저 리그 뉴욕 양키스의 투수 박찬호가 아닌,그와 동명이인. 원래 동대문야구장 암표상이었으나 동대문야구장이 철거되자 큰 충격을 받아 죽기 전에 지금까지 번 돈을 모두 찬호팍의 건설비용으로 기부,건설비용의 반을 담당했다. 나머지 반은 청담동 와이너스(당시 꼬물꼬물스)구단이 냈다.
김말동
전직 프로야구 심판. 홈런을 파울로 선언하거나, 스트라이크 존의 크기가 일정하지 않거나, 장갑에 닿지도 않았는데 태그아웃을 선언하는 등의 오심으로 유명했는데, 알고 보니 교통사고로 시신경을 다쳐 눈이 안 보이기 때문이었다. 은퇴한 후에는 맹인 가수가 된다.
도날드 조단의 아버지
정확한 이름은 모른다. 조단은 아버지를 주한미군으로 알고 자랐으나 사실 클럽의 베이스 연주자였고, 그게 부끄러워 한국에 있으면서도 아들을 찾아가지 못하고 지켜보기만 했었다. 나중에 둘리스와의 경기에서 조단의 경기를 보다가, 조단의 못생긴 얼굴을 트집잡아 놀리는 둘리스 팬들의 횡포를 참지 못해 자신에게 공이 날아와 관심이 모인 사이에 모두에게 자신이 조단의 아버지임을 알린다. 아들의 공 던지는 법에 대해 훈수를 뒀는데 오히려 대량실점의 원인이 되었다.
변봉
마이크의 친구이자 개그맨,연예인야구단 레드카펫스의 투수.
옛날에 마이크의 아이디어를 훔쳐 성공한 장본인. 나중에 마이크에게 타격하기 좋은 공을 던져 줌으로서 화해한다.
오혜성
공포의 외인구단을 패러디한 캐릭터로 서부 카우보이스의 1루수이지만 원래 투수였다. 다른 사람에게 시집간 옛 여자친구 엄지를 아직도 잊지 못한다.
야구도
야구 해설위원. 번데기스가 참가하는 경기를 유난히 많이 맡는다. 다혈질이어서 방송중에 막말을 하는 경우도 있다.
사채업자 패거리
뻔이 돈을 빌리고도 갚지 못하자 진하를 인질로 삼고 돈을 갚으라고 협박한다. 후에 경찰에 잡힌 후 찬호팍의 경비원들이 된다.